# Sammy Alex Mutahi

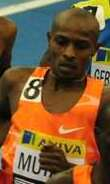
Sammy Mutahi in Birmingham 2010

Sammy Alex Mutahi (* 1. Juni 1989) ist ein kenianischer Langstreckenläufer.
2009 wurde er Dritter beim Leichtathletik-Weltfinale über 3000 Meter. Im Jahr darauf folgte über dieselbe Distanz die Bronzemedaille bei den Hallenweltmeisterschaften in Doha.

## Persönliche Bestzeiten
- 3000 m: 7:31,41 min, 6. September 2009, Rieti
  - Halle: 7:32,02 min, 10. Februar 2010, Stockholm
- 5000 m: 13:00,12 min, 10. Juni 2010, Rom
- 10.000 m: 27:12,42 min, 29. September 2007, Tōkamachi